# Metaljka (Čajniče, BiH)
Metaljka je pogranično naseljeno mjesto u općini Čajniču, Republika Srpska, BiH. Nalazi se na granici s Crnom Gorom, južno od izvora rijeke Janjine.
Godine 1985. nije imala promjena kao susjedna naselja u općini Čajniču. (Sl.list SRBiH, br.24/85).

## Stanovništvo
| Narod     | Popis 1961. | Popis 1971. | Popis 1981. | Popis 1991. |
| --------- | ----------- | ----------- | ----------- | ----------- |
| Hrvati    |             |             |             |             |
| Muslimani |             |             |             |             |
| Srbi      | 6           | 8           | 3           | 4           |
| ostali    |             |             | 2           |             |
| Ukupno    | 6           | 8           | 5           | 4           |